# Titidius pauper
Titidius pauper là một loài nhện trong họ Thomisidae.
Loài này thuộc chi Titidius. Titidius pauper được Cândido Firmino de Mello-Leitão miêu tả năm 1947.